# Sărituri în apă
Săriturile în apă sunt un sport nautic care implică sărituri în apă de la o trambulină sau o platformă plasată la o anumită înălțime deasupra unui bazin și de a efectua o serie de exerciții înainte de a ajunge în apă.

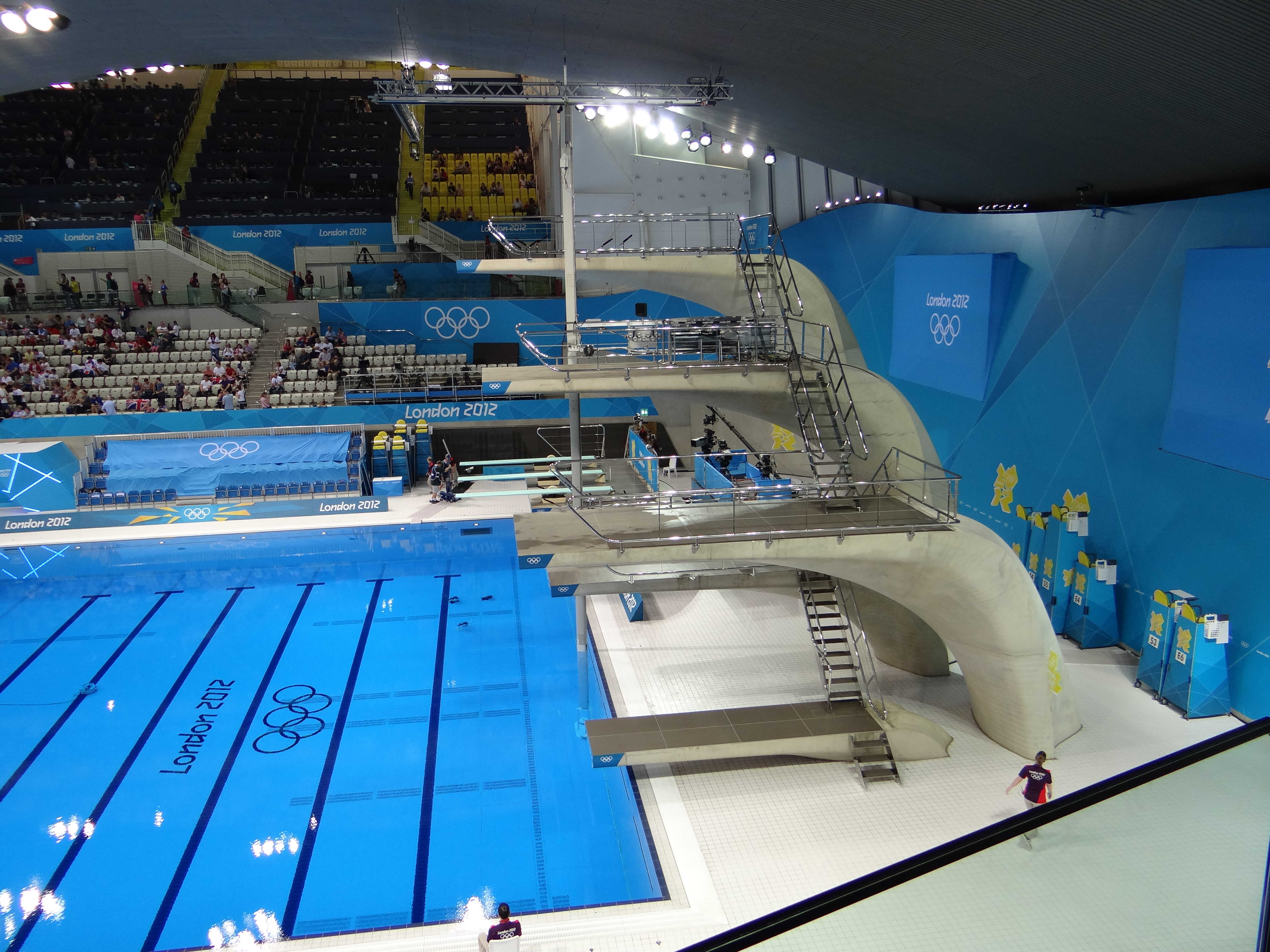
Platforme pentru sărituri în apă la Centrul acvatic olimpic din Londra

## Istoric
Săriturile în apă s-au dezvoltat din gimnastică în secolul al XVIII-lea, în Suedia și Germania. Au fost incluse prima dată în programul Jocurilor Olimpice din 1904 la Saint Louis, iar la Jocurile Olimpice de vară din 1908, au fost introduse săriturile de la trambulină și platformă. Din 1912, de la Jocurile Olimpice de la Stockholm, au fost acceptate oficial și competițiile feminine.

### Săriturile în apă în România
Apariția și organizarea primelor concursuri de sărituri în apă în România, sunt legate de evoluția înotului sportiv și de construirea de bazine de înot, în a doua jumătate a sec. al XIX-lea. Săriturile de pe maluri și poduri au constituit o tentație, o placere, dar și un act de curaj.

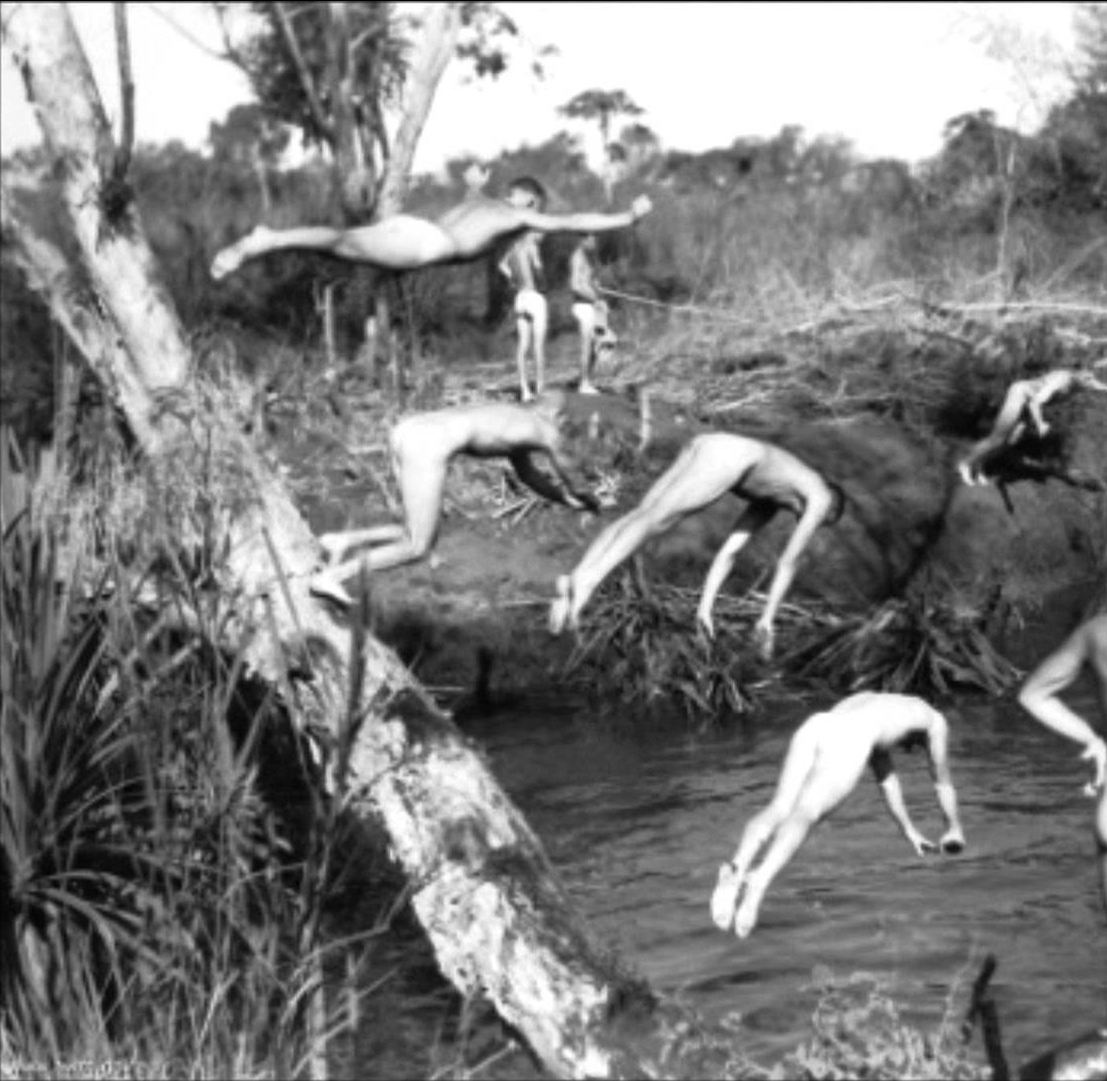
Sărituri în apă

În București în anul 1916 au avut loc antrenamente ale săritorilor în apă, iar în 1922 a apărut primul cod de punctaj al săriturilor în apă și clasificarea pe categorii a săritorilor.
În 1923, săriturile în apă sunt prezente într-un concurs național de înot organizat la Băile Felix. Au mai fost organizate concursuri la  Oradea, București, Cluj, Sibiu.
În anul 1928 are loc primul campionat național numai la masculin, iar în anul 1937 și la feminin.  Primul campion național a fost sportivul Torok, în 1928.
Bazinele de înot care s-au construit în special după 1930, erau dotate și cu trambuline, ceeace a oferit condiții pentru practicarea și organizarea de competiții de sărituri în apă.
Activitatea competițională internațională a debutat cu Balcaniada din 1946, desfășurată la Split, Iugoslavia.
Perioada 1950-1980 reprezintă o etapă de consolidare și afirmare pe plan intern a acestui sport, în special în rândul copiilor și juniorilor.
În 1969 se introduc în program săriturile de la trambulina de 1 m, iar din 1995 probele de sărituri sincron.
În prezent, se organizează campionate naționale în fiecare an, în bazin acoperit și descoperit.
România a fost reprezentată la întrecerile olimpice de sărituri în apă la Jocurile Olimpice din 1972, 1980, 1992, 1996, 2000, 2004 și 2008.

### Sărituri în apă sincron

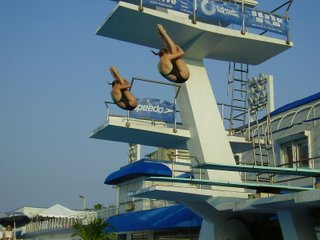
Sărituri în apă sincron

Săriturile în apă sincron au fost introduse prima dată la Jocurile Olimpice de vară din 2000, de la Sydney.
Competiția de sărituri sincron implică 2 sportivi care sar în mod simultan de la trambulină sau platformă. Competiția are ca scop să aprecieze cât de bine este sincronizată perechea de săritori și cât de bine execută fiecare săritura respectivă.

## Regulament

### Probe de concurs
Probele de concurs pentru sărituri în apă sunt aceleași la masculin și feminin:
- trambulină 1 m
- trambulină 3 m
- platformă 10 m
- sincron trambulină 3 m
- sincron platformă 10 m

### Categorii de vârstă
- juniori D: 10, 11 ani
- juniori C: 12, 13 ani
- juniori B: 14, 15 ani
- juniori A : 16, 17, 18 ani
- seniori: 19 ani + [3]